# Der blaue Siphon
Der blaue Siphon ist eine Erzählung von Urs Widmer, erstmals erschienen 1992 im Diogenes Verlag. Sie zählt zu den bedeutenderen Werken der Schweizer Literatur und ist auch in der 20-bändigen Schweizer Bibliothek von Das Magazin enthalten.

## Inhalt
Der blaue Siphon ist ein Märchen für Erwachsene, in dem der Erzähler eine fantastische Zeitreise in seine Vergangenheit beschreibt. Gleichzeitig reist sein damaliges kindliches Ich in die Zukunft. Durch einen Kinobesuch wird der Erzähler fünfzig Jahre zurückversetzt und besucht seine Eltern im ländlichen Basel inmitten der Kriegsjahre. Die blaue Siphonflasche, an die er bereits durch Kindheitsfantasien gebunden ist, steht noch immer unverändert im Wohnzimmer des Elternhauses. In der Zwischenzeit steht das Kind schon staunend vor dem Haus seiner späteren Familie in der Grossstadt Zürich.

## Zusammenfassung
Die Geschichte beginnt mit einem Kinobesuch des Erzählers am Zürcher Bellevue. Er sieht sich einen Film an, von dem er gar nicht recht weiss, worum es geht, und als er das Kino wieder verlässt, findet er sich, nachdem er die Rämistrasse und Hottingerstrasse hinter sich gelassen hat, verdutzt vor seinem Haus wieder, welches jetzt eine neue Türe besitzt – oder besser gesagt, eine alte Türe. Wie sich nämlich herausstellt, wurde der Erzähler fünfzig Jahre in die Vergangenheit zurückversetzt.
Erstaunt reist der 53-jährige Herr nach Basel, seinem Heimatort. Dort angekommen erlebt er gerade zum zweiten Mal den Tod einer jungen Frau, die von einem Wasserturm springt. In Basel trifft er alte Bekannte wie zum Beispiel seine Frau, welche gerade mal zweijährig ist, sowie sein ehemaliges Kindermädchen Lisette. Auch seine Familie, seine Mutter und seinen Vater, welche beide jünger sind als er selbst, und seinen Hund Jimmy trifft er in der Vergangenheit. Nur jemand fehlt: er selbst! Denn sein früheres, also dreijähriges Ich ist seit einem Tag verschwunden. Genau genommen verschwand er spurlos nach einem Kinobesuch, zu dem ihn Lisette gebracht hatte. Trotz der vielen Bekanntschaften, die er als neue Person macht, bleibt er in dieser Zeit ein Fremder.
Genau parallel zur Reise in die Vergangenheit spielt sich noch eine zweite Reise ab. Denn der 3-jährige Ich-Erzähler findet sich nach einem Kinobesuch plötzlich in der Rämistrasse wieder. Wie durch Geisterhand geführt kommt er an das Haus, in dem er in fünfzig Jahren wohnen wird. Dort trifft er seine eigene sechzehnjährige Tochter, mit welcher er sich unterhält und – so scheint es – sich sogar ein wenig in sie verliebt. Als sie zusammen ein altes Fotoalbum betrachten, behauptet der dreijährige Knirps, er sei der Junge auf dem 50 Jahre alten Bild, worüber Mara, die Tochter, nur lachen kann. Als der alte Ich-Erzähler auf die Idee kommt, dass er, wenn er wieder ins Kino zurückkehre, vielleicht auch wieder in seine Zeit zurückkehren würde, und als auch sein kleines Ich, wieder wie von Geisterhand geführt, ins Kino zurückkehrt, werden der Junge und der ältere Herr tatsächlich wieder in ihre eigenen Zeiten zurückversetzt.

## Formales
Das Buch ist in zwei grössere Kapitel aufgeteilt. Das eine handelt vom 53-jährigen Erzähler, der in die Vergangenheit, das andere vom Dreijährigen, der in die Zukunft reist. Beide Kapitel haben ihren eigenen Ich-Erzähler, obwohl es im Grunde dieselbe Person ist. So ist sie im ersten Kapitel dreiundfünfzig, im zweiten aber erst drei Jahre alt. Dadurch entsteht ein intensives Erlebnis, welches zur Tiefe des Buches beiträgt. Auffällig ist, dass der Erzähler nie beim Namen genannt wird und eigentlich bis zum Schluss des Buches eine abstrakte Persönlichkeit ist. Vielleicht tut Urs Widmer dies mit Absicht, damit sich der Leser mit der Person ohne Namen besser identifizieren kann. Vielleicht aber müsste die Erzählerfigur ja der Richtigkeit halber den Namen Urs Widmer tragen und das wäre dem Autor für sein Märchen wohl doch etwas zu autobiografisch. Sicher ist aber, dass es viele Parallelen gibt zwischen dem Autor und dem Erzähler. Urs Widmer ist nämlich auch in Basel aufgewachsen, und er wohnte auch in Zürich, während er das Buch schrieb. Er hat ebenfalls eine Frau und eine Tochter und auch das Alter der beiden stimmt überein. Das Buch beinhaltet auch viel Sehnsucht. Vielleicht wünschte sich der Autor ja, dass ihm so eine Reise in seine eigene Kindheit widerfahren wäre, und der Erzähler hat darum so viele Ähnlichkeiten mit dem Autor.
Der Schreibstil passt sich stark der Handlung an und unterstützt somit die vorherrschende Stimmung. So sind Erzählungen über die Kindheit in langen und ausgefeilten Sätzen geschildert. Erzählungen über Krieg und Tod jedoch sind immer in auffällig kurzen Sätzen gehalten und wirken verstümmelt wie Bildfetzen.

## Personen

### Personen aus der Gegenwart

#### Erwachsener Erzähler
Der in Zürich lebende 53-jährige Erzähler ist Schriftsteller und hat sowohl eine Frau namens Isabelle und eine Tochter namens Mara. Obwohl er seine Frau aufrichtig liebt, fühlt er sich in seine Kindheit zurückversetzt und auch zu seinem erst sechzehnjährigen Kindermädchen hingezogen. Diese Leidenschaft beruht wohl auf der Sehnsucht des Erzählers zu seiner Vergangenheit. Damals nämlich war Lisette, das Kindermädchen, seine erste Liebe.

#### Isabelle
Isabelle ist die Frau des Erzählers und wohnt mit ihm und ihrer gemeinsamen Tochter Mara in Zürich. Sie kommt auch kurz als zweijähriges Mädchen in der Vergangenheit vor. Sie ist eine liebende Ehefrau und Mutter.

#### Mara
Mara ist die Tochter des Erzählers und Isabelle. Sie kommt im zweiten Kapitel auch mit ihrem dreijährigen Vater in Kontakt, bemerkt dies aber gar nicht. Der junge Erzähler fühlt sich, wie der alte Erzähler zu Lisette, zu Mara hingezogen.

### Personen aus der Vergangenheit

#### Junger Erzähler
Der junge Erzähler ist zwar erst drei Jahre alt, wirkt aber schon deutlich reifer. Er ist ein sehr neugieriger Junge und  macht sich zu allem seine Gedanken. Nach seiner Zeitreise trifft er auf seine zukünftige Tochter Mara, zu der er sich hingezogen fühlt. Er hat eine sehr gute Beziehung zu seinen Eltern und seinem Kindermädchen Lisette, welche wie eine grosse Schwester für ihn ist.

#### Lisette
Lisette ist das Kindermädchen des jungen Erzählers, aber viel mehr eine Freundin für ihn als eine Erzieherin. Auch sie hat grosse Gefühle für den Erzähler und verspürt sogar für den 53-Jährigen, obwohl sie ihn gar nicht wiedererkennt, eine gewisse Liebe.

#### Vater
Der Vater des Erzählers ist zwar streng, aber dennoch ein fürsorglicher und liebevoller Vater. Er ist eine sture Persönlichkeit, der sich selbst in der Kriegszeit seinen Kaffee über illegale Wege beschafft. Er ist anfangs auch misstrauisch gegenüber dem fremden 53-Jährigen, welcher eigentlich ja sein Sohn ist.

#### Mutter
Die Mutter ist eine gütige und fürsorgliche Frau. Nicht nur zu ihrem dreijährigen Sohn, sondern auch zum 53-Jährigen. Sie bietet ihm Arbeit und etwas Geld an, ohne ihn zu erkennen. Sie übernimmt die typische Rolle der Hausfrau in der Familie und ist eine treue Ehefrau. Obwohl sie anfangs etwas ängstlich gegenüber dem älteren Erzähler ist, schließt sie ihn bald schon in ihr Herz. Als Mutter spürt sie vermutlich, dass in dem fremden Mann etwas Vertrautes ist.

## Themen

### Krieg
Im „blauen Siphon“ spielt der Krieg eine wichtige, tragende Rolle. Am Anfang und am Schluss jedes Kapitels sowie zusätzlich durch die Kapitel verstreut findet man Kriegsbilder; Bilder von fallenden Bomben, vom Sterben, vom Verschwinden, vom Tod. Als der kleine Erzähler in der Zukunft wieder ins Kino geht, um zurück in die Vergangenheit zu gelangen, bemerkt er: „Diesmal sah ich keinen Kinderfilm, sondern eine Geschichte mit Krieg und Toten, von der ich nur verstand, dass Menschen endgültig getrennt werden können, ohne Wiedergutmachung, für ewig.“, oder als er, endlich dort angekommen, mit Lisette nach Hause läuft: „Als wir am Rundfunkgebäude vorbeikamen, wo das Fliegerabwehrgeschütz eingegraben war, kitzelte ich sie mit einer Pfauenfeder (...)“. Im Verlauf der Geschichte erfahren wir, dass der Erzähler immer davon geträumt hat, jene Siphonbomben, die Kohlensäure in die Siphonflasche pressen, einfach verschwinden zu lassen, damit es überhaupt keine Bomben mehr gäbe, was einer reinen Kinderfantasie gleichkommt – aber schliesslich ist er ja auch in seine Kindheit zurückgereist. Der Krieg ist ein Teil des Lebens, sowohl in der Vergangenheit als auch in der Zukunft – der Krieg ist allgegenwärtig, auch wenn der Erzähler versucht, die Zeit zu manipulieren, indem er die Bomben verschwinden lässt. Der Mensch ist machtlos – er kann zwar in der Zeit umherreisen, jedoch den Krieg wird er nie verhindern können.

### Zeitreise und Filme
Um Zeitreisen geht es nicht nur in der Haupthandlung, bei der der Erzähler eine Zeitreise erlebt, sondern auch in den Filmsequenzen, die die Erzählfigur im Kino während seiner eigenen Zeitreise sieht. Die insgesamt vier Kinofilme (für jeden Zeitsprung einen Film) handeln alle von einem indischen Jungen. In allen Filmen spielt auch der Faktor Zeit eine wichtige Rolle. Im ersten Film wird beispielsweise einem jungen Briten von einem Hellseher vorhergesagt, dass seine Frau erschossen wird. Der junge Mann versteht aber das Gemurmel des Alten nicht und richtet seine Aufmerksamkeit auf die junge, hübsche Assistentin des Hellsehers. Wieder zu seiner Frau auf die Strasse gesetzt, geht das junge Pärchen noch bis zur nächsten Strassenecke, bis ein Antibrite mit einem Gewehr auftaucht und die Prophezeiung erfüllt. Der zweite und dritte Film handeln von eben dem indischen Jungen, der die Britin aus dem ersten Film erschossen hat. Der eine schildert seine Kindheit und den Verlust seiner Mutter sowie die damit verbundene Erfahrung mit dem Tod. Der andere Film berichtet über das Nachleben dieses Jungen, der sich nach seinem Mord unerwarteterweise mit einem Briten anfreundet, welcher ihn mit nach England nimmt und ihm als Gönner eine hervorragende Ausbildung ermöglicht. Der ehemals junge Inder wird ein bekannter Schriftsteller, dem Ruhm und Berühmtsein zu Kopf steigen. Eines Tages begibt er sich in ein Kino und erlebt eine Zeitreise zurück in seine Kindheit. Er beschliesst jedoch im Gegensatz zum Erzähler, in der Vergangenheit zu bleiben und als Hellseher zu leben, da er ja bereits über den unaufhaltbaren Lauf der Zeit Bescheid weiss.

### Der blaue Siphon
Die Siphonflasche findet sich nicht nur im Titel, sondern auch einige wenige Male im Text. Bei genauerem Betrachten fällt jedoch auf, dass dieser Siphon mehr als eine alte Sodaflasche ist. Der Siphon repräsentiert sowohl die Kindheitserinnerung des Erzählers als auch die Angst vor Krieg und Tod. Hatte er doch als kleines Kind gedacht, die Bombe, welche als Kohlensäurespender dient, sei eine richtige Bombe, die Leute töten könnte. Er stellte sich oft vor was passieren würde, wenn eine Bombe über ihm abgeworfen würde. Erst sieht man nur einen kleinen schwarzen Fleck am blauen Himmel. Das gleiche Bild ist auch bei der Siphonflasche zu erkennen: Eine kleine schwarze Bombe im blauen Siphon. Der Siphon ist also mit dem Himmel, vielleicht mit dem Paradiesischen in Verbindung zu bringen, mit der Idylle. Die schwarze Bombe lauert darin. Der Fleck im Himmel wird nun immer grösser. Die Leute beginnen zu schreien. Die Mütter halten den Kindern die Augen zu, aber umsonst. Der Schatten am Himmel kommt immer näher. Und ehe man es überhaupt zu fassen im Stande ist, zerfällt man zu Asche, und das Einzige, was man zurücklässt, ist ein eingebrannter Schatten an einer halb zerrissenen Hauswand. Vor einem solchen Ereignis fürchtete sich der Erzähler, und deshalb hatte er als Kind auch Angst vor der Bombe im Siphon. Vielleicht war es jene Angst, die ihn, fünfzig Jahre später, an diesen Ort während des Zweiten Weltkrieges zurückreisen liess. Vielleicht ist es die unverdaute Erinnerung an den Tod und die Zerstörung. Die Erinnerung an die Angst, die jemandem schliesslich eine Zeitreise ermöglicht. So könnte es bei ihm gewesen sein. So könnte es auch beim Jungen in den Kinofilmen gewesen sein. Der Hintergrund des Siphons ist also wesentlich ernster, als es auf Anhieb scheint.

## Bezug zur Schweiz
Im „blauen Siphon“ spielt die Schweiz eine wichtige Rolle. Die Stellung der Schweiz in der Zeit des Zweiten Weltkriegs als neutral agierender Staat bringt der Autor zum Ausdruck, indem er die Geschichte des Erzählers an der deutschen Grenze in Basel spielen lässt. So werden sowohl der Erzähler als auch der Leser mit dem Krieg konfrontiert. Klar ist dies vielleicht nur auf dem autobiographischen Teil des Buches begründet, trotzdem wird eindrücklich dargestellt, wie sogar Familienhäuser an der Grenze besetzt wurden, um den „Feind“ im Auge behalten zu können.

## Buchausgaben und Literatur
Aktuell ist Der blaue Siphon als Taschenbuch erhältlich:
- Diogenes (detebe 22675), Zürich 1994, ISBN 3-257-22675-6

Eine kommentierte Schulausgabe ist erschienen als:
- Der blaue Siphon. Text & Kommentar, hg. v. Karl Hotz. Buchner (Schulbibliothek der Moderne 13), Bamberg 2002, ISBN 3-7661-3963-0